# Колібрі-барвограй перуанський
Колі́брі-барвограй перуанський (Metallura aeneocauda) — вид серпокрильцеподібних птахів родини колібрієвих (Trochilidae). Мешкає в Перу і Болівії.

## Опис
Довжина птаха становить 12—13 см, вага 5,2—5,8 г. У самців верхня частина тіла темно-зелена, хвіст дещо роздвоєний, райдужно-блакитний з бронзово-зеленим відтінком на верхній стороні і з блискучо-зеленим відтінком на нижній стороні. На горлі яскраво-зелена пляма, нижня частина тіла зелена, поцяткована світло-коричневими лускоподібним візерунком. Дзьоб середньої довжини, прямий, чорний. У самиць райдужна пляма на горлі менша, нижня частина тіла більш плямиста, крайні стернові пера мають білі кінчики. Забарвлення молодих птахів є подібним до забарвлення самиць. У представників підвиду M. a. malagae дзьоб довший, верхня сторона хвоста бронзово-червона, а нижня — червона.

## Підвиди
Виділяють два підвиди:
- M. a. aeneocauda (Gould, 1846) — східні схили Анд в Перу (на південь від Кордильєри-де-Вількабамби) і в Болівії (Ла-Пас);
- M. a. malagae Berlepsch, 1897 — Центральна Болівія (Кочабамба).

## Поширення і екологія
Перуанські колібрі-барвограї живуть на узліссях вологих гірських, хмарних і карликових лісів та на кам'янистих гірських схилах, порослих різнотрав'ям і невисокими чагарниками, на висоті від 2500 до 3600 м над рівнем моря, переважно на висоті понад 3000 м над рівнем моря. Живляться нектаром квітів з віночками довжиною 2—4 см, зокрема з родів Berberis, Brachyotum, Centropogon, Gentiana і Ribes, а також дрібними комахами, яких ловлять в польоті. Самці захищають кормові території. Гніздування відбувається у травні-червні. В кладці 2 білих яйця.